# Брандао
Бранда́о, правильная транскрипция Бранда́н (полное имя — Эваэверсон Ле́мос да Си́лва (порт. Brandão; Evaeverson Lemos da Silva); 16 июня 1980, Сан-Паулу) — бразильский футболист, нападающий и футбольный тренер.

## Клубная карьера
Выступал в командах «Гремио Маринга» (Бразилия), «Униан Бандейранте» (Бразилия), «Сан-Каэтано» (Бразилия), «Ирати» (Бразилия), «Шахтёр» (Украина).
По состоянию на 1 ноября 2008 года Брандао входил в тройку самых недисциплинированных легионеров украинского чемпионата за всю его историю. В 137 матчах он получил 27 предупреждений и дважды был удалён.
Автор второго по быстроте гола в чемпионатах Украины. 9,75 секунд потребовалось ему, чтобы открыть счёт в гостевом матче с харьковским «Металлистом» 20 августа 2005 года (1:5). Лидер по этому показателю — Александр Косырин с результатом 8,9 секунд.
Один из семи футболистов, сумевших сделать покер (забить 4 мяча в одном матче) в чемпионатах Украины.
Во встрече с «Харьковом» в октябре 2008 года ударил вратаря «Харькова», забравшего мяч в падении, ногой по голове и руке и сломал вратарю кисть. В том же матче Брандао сломал нос защитнику «Харькова» Ивану Козоризу и был удалён с поля с формулировкой «умышленный удар соперника локтем». Дисциплинарный комитет украинской Премьер-лиги дисквалифицировал его на три матча, а ещё на один он был дисквалифицирован автоматически за набор четырёх желтых карточек.
13 января 2009 года «Шахтер» Донецк договорился с французским клубом «Олимпик» (Марсель) о продаже футболиста за 6 млн евро. Кроме «Марселя», на Брандао претендовали бразильские клубы «Коринтианс» и «Палмейрас» и казанский «Рубин»
22 марта 2011 года перешёл на правах аренды в бразильский клуб «Крузейро» сроком до 31 декабря 2011 года.
6 июля 2011 года по согласию с «Крузейро» перешёл в «Гремио» на правах аренды сроком до 31 декабря 2011 года.
13 августа 2012 года на правах свободного агента Брандао подписал контракт с французским клубом «Сент-Этьен» сроком на 2 года.

## Достижения

### Командные
Ирати
- Чемпион штата Парана: 2002
- Финалист Кубка Либертадорес: 2002

Шахтёр (Донецк)
- Чемпион Украины: 2004/05, 2005/06, 2007/08
- Обладатель Кубка Украины: 2003/04, 2007/08

Олимпик (Марсель)
- Чемпион Франции: 2009/10
- Обладатель Кубка французской лиги: 2009/10, 2011/12, 2012/13
- Обладатель Суперкубка Франции: 2010

### Личные
- Лучший бомбардир Чемпионата Украины: 2005/06 (15 голов)
- Член бомбардирского Клуба Максима Шацких: 91 гол.
- Лучший бомбардир Кубка Первого канала 2006 (3 гола)

## Личная жизнь
В марте 2011 года Брандао был арестован по подозрению в изнасиловании 23-летней девушки в своём автомобиле: в Экс-ан-Провансе футболист предложил подвезти её, а затем принудил к сексуальному контакту. В сентябре 2012 года обвинения в отношении бразильца были сняты.

## Статистика выступлений за «Шахтёр»
| Клуб   | Сезон   | Чемпионат | Чемпионат | Кубок | Кубок | Еврокубки | Еврокубки | Суперкубок | Суперкубок | Всего | Всего |
| Клуб   | Сезон   | Игры      | Голы      | Игры  | Голы  | Игры      | Голы      | Игры       | Голы       | Игры  | Голы  |
| ------ | ------- | --------- | --------- | ----- | ----- | --------- | --------- | ---------- | ---------- | ----- | ----- |
| Шахтёр | 2002-03 | 18        | 4         | 6     | 1     | 2         | 0         | -          | -          | 26    | 5     |
| Шахтёр | 2003-04 | 18        | 8         | 3     | 1     | 5         | 1         | -          | -          | 26    | 10    |
| Шахтёр | 2004-05 | 21        | 12        | 5     | 5     | 10        | 3         | -          | -          | 36    | 20    |
| Шахтёр | 2005-06 | 26        | 15        | 1     | 1     | 9         | 5         | -          | -          | 36    | 21    |
| Шахтёр | 2006-07 | 20        | 9         | 5     | 1     | 10        | 0         | 1          | 0          | 36    | 10    |
| Шахтёр | 2007-08 | 25        | 12        | 3     | 2     | 10        | 5         | 1          | 0          | 39    | 19    |
| Шахтёр | 2008-09 | 12        | 5         | 1     | 0     | 7         | 1         | 1          | 0          | 21    | 6     |
| Всего  | Всего   | 140       | 65        | 24    | 11    | 53        | 15        | 3          | 0          | 220   | 91    |